# Главная диагональ
Главная диагональ в линейной алгебре — набор элементов матрицы, взятый по диагонали от левого верхнего угла в направлении правого нижнего: {\displaystyle A_{i,j}}, где {\displaystyle i=j}. 
У квадратной матрицы проходит через верхний левый и нижний правый углы, у прямоугольной — от верхнего левого угла вниз и вправо до тех пор, пока не будет достигнут правый или нижний край.  Например, у следующих матриц элементы главной диагонали равны единице:
{\displaystyle {\begin{bmatrix}1&0&0&0\\0&1&0&0\\0&0&1&0\end{bmatrix}}}; {\displaystyle {\begin{bmatrix}1&0&0\\0&1&0\\0&0&1\\0&0&0\end{bmatrix}}}.
Квадратная матрица, элементы вне главной диагонали которой равны нулю, называется диагональной. Диагональная матрица, элементы на главной диагонали которой равны единице, называется единичной.
Сумма элементов главной диагонали квадратной матрицы называется следом.